# Intendente de la provincia de Coquimbo
El intendente de la provincia de Coquimbo, o simplemente intendente de Coquimbo, fue la autoridad responsable del gobierno y administración de la provincia de Coquimbo, Chile, existente entre 1826 y 1975. Este cargo tuvo asiento en la ciudad de La Serena, debido a ello indistintamente se le denominaba también como intendente de La Serena.
La intendencia de Coquimbo —antecesora de la provincia de Coquimbo—, existente entre 1811 y 1826, estuvo regida por un intendente de Coquimbo.

## Antecedentes
El cargo de intendente de Coquimbo (1811-1826) reemplazó al cargo de la época colonial denominado subdelegado de Coquimbo, máxima autoridad del partido de Coquimbo, creado tras la aplicación en Chile del régimen de intendencias, en 1786, en el marco de las reformas borbónicas. El referido partido sustituyó al corregimiento de Coquimbo, el cual estuvo a cargo de un corregidor,
Con la creación de la provincia de Coquimbo en 1826, a partir de la intendencia de Coquimbo, el intendente se convirtió, formalmente, en el intendente provincial de Coquimbo.
Durante el proceso de regionalización iniciado en 1975, la provincia de Coquimbo fue transformada en la actual Región de Coquimbo y, como consecuencias de ello, el cargo de intendente provincial se transformó en el de intendente de la Región de Coquimbo.

## Intendentes de Coquimbo
| Intendente provincial          | Periodo                 | Partido | Gobernante |
| ------------------------------ | ----------------------- | ------- | ---------- |
| Joaquín Vicuña                 | 1818                    |         |            |
| José Antonio Bustamante Donoso | 1819                    |         |            |
| Joaquín Vicuña                 | 1820                    |         |            |
| Manuel Antonio Gonzalez        | 1820                    |         |            |
| Joaquín Vicuña                 | 1821                    |         |            |
| Juan Martín Gallo              | 1822                    |         |            |
| José Miguel Irarrázabal        | 1823                    |         |            |
| Ramón Varela                   | 14 de abril de 1823     |         |            |
| Gregorio Cordovez              | 1823                    |         |            |
| Francisco Antonio Pinto        | 22 de diciembre de 1823 |         |            |
| José María Benavente           | 26 de julio de 1824     |         |            |
| Francisco Antonio Pinto        | 5 de abril de 1825      |         |            |

## Intendentes de la Provincia de Coquimbo
| Intendente provincial                                                     | Periodo                                           | Partido   | Presidente                                                               |
| ------------------------------------------------------------------------- | ------------------------------------------------- | --------- | ------------------------------------------------------------------------ |
| José María Benavente                                                      | 1826                                              |           |                                                                          |
| Joaquín Vicuña                                                            | 1828                                              |           |                                                                          |
| Carlos Lambert                                                            | 1828 (accidental)                                 |           |                                                                          |
| Francisco Sainz de la Peña                                                | 1830                                              |           | José Tomás Ovalle                                                        |
| José María Benavente                                                      | 1 de octubre de 1831                              |           | José Joaquín Prieto                                                      |
| José Santiago Aldunate                                                    | 1832                                              |           | José Joaquín Prieto                                                      |
| José Santiago Rodríguez                                                   | 12 de octubre de 1833                             |           | José Joaquín Prieto                                                      |
| José Santiago Aldunate                                                    | 22 de octubre de 1833                             |           | José Joaquín Prieto                                                      |
| Francisco de Borja Irarrázaval                                            | 18 de abril de 1835                               |           | José Joaquín Prieto                                                      |
| Jorge Edwards Brown                                                       | 1838 (accidental)                                 |           | José Joaquín Prieto                                                      |
| Juan Melgarejo                                                            | 13 de noviembre de 1840 - 3 de octubre de 1851    |           | Manuel Bulnes                                                            |
| Jorge Edwards Brown Joaquín Vicuña Segundo Gana José Gaspar de la Carrera | 1841 (accidentales)                               |           | Manuel Bulnes                                                            |
| Francisco Campos Guzmán                                                   | 3 de octubre de 1851 (accidental)                 |           | Manuel Montt                                                             |
| José Alejo Valenzuela                                                     | 24 de diciembre de 1851                           | PL        | Manuel Montt                                                             |
| Francisco Astaburuaga Cienfuegos                                          | 19 de junio de 1852 - octubre de 1855             | PL        | Manuel Montt                                                             |
| Teodosio Cuadros Gómez                                                    | 18 de mayo de 1859 - 24 de octubre de 1861        | PN        | Manuel Montt                                                             |
| José Antonio Larraguibel Munizaga                                         | 1861                                              | PL        | José Joaquín Pérez                                                       |
| Vicente Zorrilla Sáinz de la Peña                                         | 1864                                              | PL        | José Joaquín Pérez                                                       |
| José Antonio Larraguibel Munizaga                                         | 1865                                              | PL        | José Joaquín Pérez                                                       |
| Antonio Alfonso Cavada                                                    | 1879 - 1881                                       | PL        | Aníbal Pinto                                                             |
| Domingo de Toro Herrera                                                   | 1881                                              | PL        | Aníbal Pinto                                                             |
| Anfión Muñoz                                                              | 1887 - 1889                                       | PR        | José Manuel Balmaceda                                                    |
| Antonio Brieba de la Poladura                                             | 27 de diciembre de 1890 - 6 de junio de 1891      |           | José Manuel Balmaceda                                                    |
| Ruperto Álvarez Figueroa                                                  | 8 de mayo de 1891 - 19 de julio de 1894           | PR        | Junta de Gobierno/Jorge Montt                                            |
| Vicente Cruchaga Montt                                                    | 23 de septiembre de 1896 - septiembre de 1899     |           | Federico Errázuriz Echaurren                                             |
| Joaquín Santa Cruz                                                        | 18 de noviembre de 1909                           |           |                                                                          |
| Carlos Illanes                                                            | 30 de diciembre de 1918 - 26 de julio de 1921     |           |                                                                          |
| Francisco Echaurren                                                       | 26 de julio de 1921 - 21 de marzo de 1924         |           |                                                                          |
| Ricardo Costa Pellé                                                       | 21 de marzo de 1924 - 1 de febrero de 1927        |           | Emiliano Figueroa                                                        |
| Carlos Valenzuela Huerta                                                  | 22 de marzo de 1927 - ?                           |           | Carlos Ibáñez del Campo                                                  |
| Nicasio Greek Cross                                                       | ? - 29 de julio de 1931                           |           |                                                                          |
| Román Mery Peñafiel                                                       | 29 de julio de 1931 - ?                           |           |                                                                          |
| Víctor Gallardo González                                                  |                                                   |           |                                                                          |
| Héctor Vallejo Grove                                                      |                                                   |           |                                                                          |
| Rodolfo Michels Cabero                                                    | julio-2 de noviembre de 1932                      | PR        | Carlos Dávila Espinoza Bartolomé Blanche Espejo Abraham Oyanedel Urrutia |
| Heriberto Aguirre Peralta                                                 | 24 de diciembre de 1932 - 7 de marzo de 1933      |           | Arturo Alessandri Palma                                                  |
| Jorge Rosselot Aravena                                                    | 7 de marzo de 1933 - Noviembre de 1937            |           | Arturo Alessandri Palma                                                  |
| Emilio Donoso Márquez                                                     | Noviembre de 1937 - 24 de diciembre de 1938       |           | Arturo Alessandri Palma                                                  |
| Isaac de Marchena Jesurum                                                 | 24 de diciembre de 1938 - 24 de abril de 1943     |           | Pedro Aguirre Cerda Juan Antonio Ríos                                    |
| José Robles Rodríguez                                                     | 24 de abril de 1943                               |           | Juan Antonio Ríos                                                        |
| Edmundo Toro Gertosio                                                     | 4 de noviembre de 1946 - 12 de mayo de 1950       | PL        | Gabriel González Videla                                                  |
| Fernando Illanes Abbott                                                   | 12 de mayo de 1950 - 4 de noviembre de 1952       | FN        | Gabriel González Videla                                                  |
| Roberto Flores Álvarez                                                    | 4 de noviembre de 1952 - 20 de octubre de 1953    | PS        | Carlos Ibáñez del Campo                                                  |
| Gustavo Arqueros Rodríguez                                                | 20 de octubre de 1953 - 8 de junio de 1954        | Ind.      | Carlos Ibáñez del Campo                                                  |
| Edmundo Molineaux Echeverría                                              | 8 de junio de 1954 - 12 de marzo de 1956          | Ind.      | Carlos Ibáñez del Campo                                                  |
| Adolfo Ballas Drevet                                                      | 12 de marzo de 1956 - 2 de septiembre de 1956     | Ind.      | Carlos Ibáñez del Campo                                                  |
| Guillermo Roberto Gesche Müller                                           | 11 de octubre de 1956 - 9 de septiembre de 1957   | Ind.      | Carlos Ibáñez del Campo                                                  |
| José Feliú de la Rosa                                                     | 9 de septiembre de 1957 - 16 de noviembre de 1958 |           | Carlos Ibáñez del Campo                                                  |
| Tulio Valenzuela Valenzuela                                               | 16 de noviembre de 1958 - 4 de noviembre de 1964  | PL        | Jorge Alessandri                                                         |
| Eduardo Sepúlveda Whittle                                                 | 4 de noviembre de 1964 - 4 de noviembre de 1970   | PDC       | Eduardo Frei Montalva                                                    |
| Rosendo Rojas Gómez                                                       | 4 de noviembre de 1970 - 11 de septiembre de 1973 | PCCh      | Salvador Allende                                                         |
| Ariosto Lapostol Orrego                                                   | 11 de septiembre de 1973 - 1974                   | Dictadura | Augusto Pinochet                                                         |